# Berenice Troglodítica
Berenice o Berenice Troglodítica (en griego antiguo: Βερενίκη), conocida actualmente como Medinet-el Haras, fue un antiguo puerto marítimo de Egipto situado en la costa occidental del mar Rojo. A partir de una aldea ya existente, se fundó la ciudad por Ptolomeo II (r. 285 a. C. — 246 a. C.), que la denominó con el nombre de su madre: Berenice I de Egipto. 
Troglodítica hace referencia a la gente aborigen de la región, los trogloditas o «moradores de cuevas». Aunque el nombre es atestiguado por varios escritores clásicos, las inscripciones ptolemaicas más antiguas leen Trogodytai (lo cual George Wynn Brereton Huntingford ha especulado podría tener relación con la misma raíz que tuareg, con la palabra árabe: tawāriq, sing. tāriqa, «tribu»). Es posible que los copistas tardíos confundiesen este nombre con el término más común Troglodytai.[cita requerida]
Construida en la cabeza de un golfo, el Sinus Immundus o bahía Inmunda, de Estrabón, estaba resguardada al norte por la península de Ras Benas (Lepte Extrema). Una cordillera elevada transcurre junto a este lado de la costa africana, y separa Berenice del valle del Nilo. Las minas de esmeralda de Zabara y Saket están próximas. El puerto es mediocre, pero fue mejorado. Berenice se levanta sobre una estrecha franja de costa situada entre el mar Rojo y las montañas. El puerto de Berenice estaba protegido del viento del noroeste por la isla Ofiodes (Ὀφιώδης νήσος, Estrabón xvi. p. 770; Diod. iii. 39), que era rica en topacios.

## Historia
Berenice fue bastante famoso y próspero en la época grecorromana. La ciudad es mencionada por la mayoría de los geógrafos antiguos, incluidos Estrabón, Plinio el Viejo (vi 23, 26, 29, 33), y Estéfano de Bizancio (s. v.). Su prosperidad después del siglo III a. C. se debió en gran medida a tres causas: el favor de los reyes macedonios, su anclaje seguro y la buena ubicación al ser el final de la gran carretera de Coptos, que unía Berenice y Myos Hormos, los dos principales emporios del comercio entre Etiopía (Alto Nilo) y Egipto, por un lado, y Siria y Tamilakam (India meridional), por el otro. El camino a través del desierto desde Coptos tenía 258 millas romanas de largo, o un viaje de once días. El camino estaba dotado de estaciones de riego (en griego hydreumata; véase en: Hadhramaut); los pozos y lugares de acampada de las caravanas son enumerados por Plinio (vi 23 s 26.), y en los Itinerarios Antoninos (Antonino p. 172, f.). Belzoni (Travels, vol. ii. p. 35) encontró rastros de varias de estas estaciones.
Desde el siglo I a. C. hasta el siglo II d. C. Berenice fue uno de los puntos de trasbordo del comercio entre India, Arabia y el Alto Egipto. Fue conectado con el Bajo Egipto por la Via Hadriana en 137. El comercio costero que partía desde Berenice y seguía a lo largo de la costa del océano Índico se describe en el manual anónimo del siglo I d. C., Periplo por la Mar Eritrea. Tras la crisis del siglo III, en el siglo IV Berenice volvió a convertirse en un activo puerto, pero después del siglo VI el puerto fue definitivamente abandonado. Bajo el Imperio Romano, Berenice formó un distrito en sí mismo, con su peculiar prefecto, que era llamado Praefectus Berenicidis, o P. montis Berenicidis. (Orelli, Inscr. Lat. no. 3880, f.) 
En 1818 las ruinas de Berenice fueron identificadas por Giovanni Battista Belzoni, confirmando un dictamen anterior de D'Anville. Desde entonces, se han llevado a cabo varias excavaciones. El puerto está casi lleno, tiene una barra de arena en su entrada y se puede llegar solo en embarcaciones pequeñas. La más importante de las ruinas es un templo; los restos de sus esculturas e inscripciones conservan el nombre de Tiberio y las figuras de muchas deidades, incluyendo una (¿diosa?) Alabarch o Arabarch,  también el nombre del magistrado jefe de los judíos en Alejandría bajo el dominio ptolemaico y romano. El templo es de piedra arenisca y piedra caliza blanda, en estilo egipcio. Tiene 31 m de largo y 13 m de ancho. Una parte de sus muros está esculpida con bajorrelieves bien ejecutados, de mano de obra griega y también de vez en cuando aparecen jeroglíficos en las paredes. Belzoni dijo que la ciudad medía 490 m de norte a sur, y 690 de este a oeste. Se estima que la antigua población era de unos 10 000 habitantes (Researches, vol. ii. p. 73.)